# Senzo Mchunu
Edward Senzo Mchunu, né le 21 avril 1958 à eNhlwathi, dans la région de Hlabisa, dans le nord de la province du Natal, est un homme politique sud-africain, membre du congrès national africain (ANC) et membre du parlement. 
Ancien président de l'ANC au KwaZulu-Natal dont il est le Premier ministre de 2013 à 2016, il est ministre des Services publics et de l’Administration au sein du second gouvernement de Cyril Ramaphosa de 2019 à 2021.
Le 5 août 2021, il est nommé ministre de l'Eau et de l'Assainissement puis le 3 juillet 2024 devient Ministre de la police dans le troisième gouvernement Ramaphosa.

## Biographie
Il étudie à l'Université du Zoulouland et à l'Université d'Afrique du Sud, obtenant un baccalauréat en éducation et relations internationales. 
Enseignant au lycée d'Impande, il épouse Thembeka Mchunu en 1990 et travaille pour l'ANC de la région du nord-Natal où il devient le premier secrétaire régional. 
En 1994, Senzo Mchunu est élu secrétaire provincial du KwaZulu-Natal et en 1997 devient membre de la législature provinciale. 
De 2009 à 2013, il est membre du conseil exécutif du KwaZulu-Natal, chargé de l'éducation et est de 2013 à 2015, président de l'ANC pour cette province. 
De 2013 à 2016, Senzo Mchunu est premier ministre du KwaZulu-Natal. 
Le 30 mai 2019, Senzo Mchunu entre au second gouvernement de Cyril Ramaphosa en tant que ministre des Services publics et de l’Administration. 